# Братышев
Бра́тышев (укр. Братишів) — село в Тлумачской городской общине Ивано-Франковского района Ивано-Франковской области Украины.
Население по переписи 2001 года составляло 842 человека. Занимает площадь 13,454 км². Почтовый индекс — 78014. Телефонный код — 03479.

## История
Польское село Подкаменное. В Австрийское время находилась резиденцию Толмацкого деканата.
В советское время в селе построен колхоз имени Леси Украинки. Село впервые упоминается в 1459 году. По переписи 1959 года в селе проживало 1193 человека. В 2017 г. финская фирма заявила о желании построить в селе завод добыче и переработке извести.
В 2019 году на храмовый праздник (29 августа) село посетил епископ Василий (Ивасюк) вместе с ним отслужил Богослужение декан Тлумацкого деканата о.митрат Павел Дутчак. 10 ноября 2019 года епископ Василий (Ивасюк) снова посетил село.

## Население
- 1989 год 919 человека
- 2001 год 835 человек[5]
- 2022 год 680 человек[6]

## Язык
По состоянию на 2001 год 99, 90% назвали родным языком украинский, 0,10% белорусский

## Сельские главы
- Шкварок Мария Васильевна (1951 г.р. Беспартийная) 2006-2019
- Худецкая Наталья Николаевна с 2019

## Религия
В селе действует приход УГКЦ

### Священники села
Стефан Чеховский с 1921 по 1927 г.
Иван Гуцуляк

## Известные люди
- Николай Недельский — декан Толмацкого деканата УГКЦ, священник села
- Шкварчук М.М — профессор, автор книги "Почвознавство"
- Крук Григорий Якович — известный скульптор, родился в селе
- Марийка Подгирянка — известная советская и украинская поэтесса, работала в селе
- Головатый Михаил известный Ивано-Франковский журналист исследователь истории улиц города, автор програмы "Улица"[8]
- Василий (Ивасюк) епископ Коломыйский УГКЦ посетил село[9]

## Памятки
- Памятник Тарасу Шевченко 1914 г.
- Церковь Успения Пресвятой Девы Марии
- Дом молитвы УЦХВЭ